# Jerney Kaagman
Jerney Kaagman, właśc. Christina Henriette Kaagman (ur. 9 lipca 1947 w Hadze) – holenderska piosenkarka najbardziej znana ze śpiewania w zespole Earth and Fire wykonującej rocka progresywnego. W latach 2002–2008 jurorka w holenderskim Idolu. Jest byłą przewodniczącą BV Pop.

## Kariera

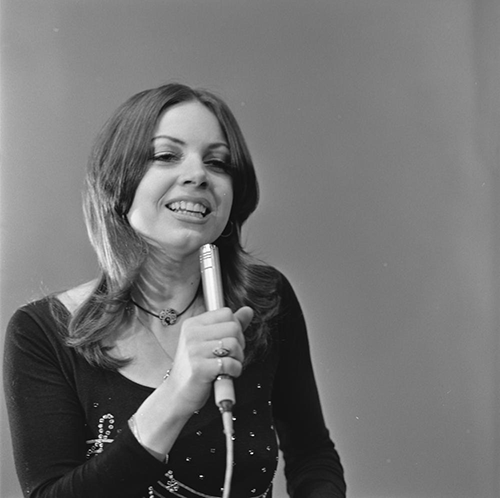
Kaagman w 1973

Kaagman uczęszczała do Huygens Lyceum w Voorburgu, gdzie należała do szkolnego chóru i szkolnego zespołu The Rangers. W 1969 została zaproszona do śpiewania w Earth and Fire. Po rozpadzie zespołu w 1983 wydała dwa albumy solowe i pojawiła się w holenderskim Playboyu w maju 1983 oraz w kwietniu 2008. W 1987 została przewodniczącą BV Pop, którą była do 1994. W latach 90. była managerem PR w stacji radiowej Noordzee FM. W listopadzie 2000 została dyrektorem Fundacji Kulturalnej Buma (dawniej Conamus). Stanowisko to opuściła 31 marca 2009. Na pożegnanie została odznaczona Orderem Oranje-Nassau. W latach 1989–1990 ponownie była wokalistką reaktywowanego zespołu Earth and Fire.

## Życie prywatne
Kaagman nigdy nie wyszła za mąż, jednakże była w związku z Bertem Ruiterem, basistą zespołów Focus i Earth and Fire. W październiku 2012 poinformowała, że cierpi na chorobę Parkinsona. W marcu 2013 powiedziała, że jest chora od 2007.

## Dyskografia

### Earth and Fire
- Earth and fire (1970)
- Song of the marching children (1971)
- Atlantis (1973)
- To the world of the future (1975)
- Gate to infinity (1977)
- Reality fills fantasy (1979)
- Andromeda girl (1981)
- In a state of flux (1982)
- Phoenix (1989)

### Albumy solowe
- Made on earth (1984)
- Run (1987)